# Rifugio Alfonso Vandelli
Il rifugio Alfonso Vandelli è un rifugio delle Alpi Orientali situato nella conca del Gruppo del Sorapiss delle Dolomiti, nel territorio comunale di Cortina d'Ampezzo, in provincia di Belluno, a 1.926 m s.l.m. di altitudine.
Il Rifugio alpino Vandelli, è un solido e poderoso edificio eretto sulla soglia del Circo del Sorapiss, appena al di sopra della testata della Val Sorapiss, e costituisce un punto d'appoggio confortevole e strategico per le lunghe ed interessanti traversate di Croda dell'Alta Via n.4 che si snodano intorno a tutto il massiccio che domina Cortina d'Ampezzo e Misurina.

## Storia

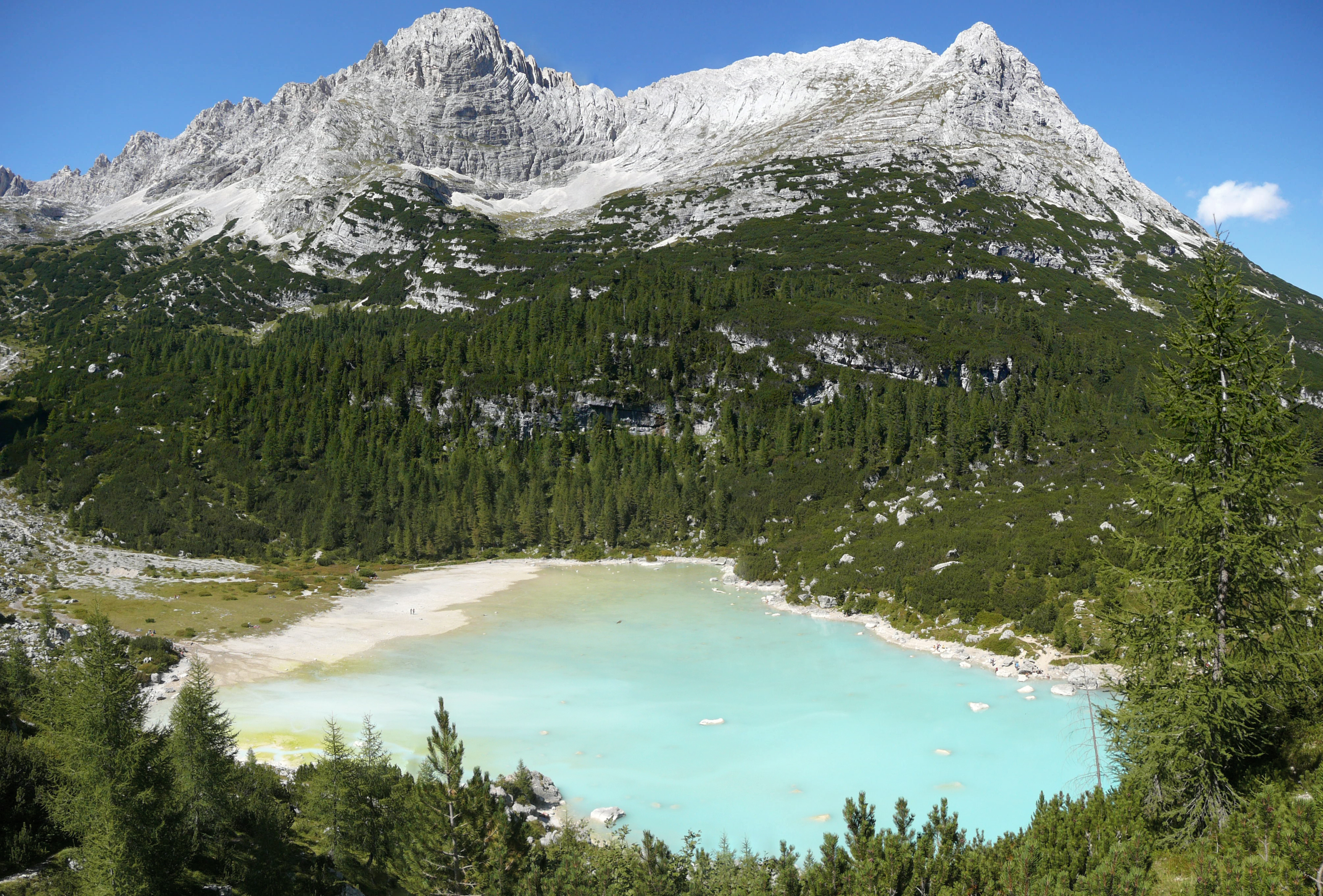
Il lago del Sorapiss e alcune sue cime.

Un primo rifugio in quella località fu costruito nell'anno 1891 sulle sponde del laghetto alpino del Sorapiss, da parte della sezione di Mannheim del Deutscher und Österreichischer Alpenverein con il nome di Pfalzgauhütte. Nel 1895 andò però distrutto da una valanga; fu quindi ricostruito l'anno successivo in una posizione più riparata, ma la sorte fu di nuovo avversa poiché nel 1913 venne inesorabilmente sepolto da una poderosa valanga di neve, ghiaccio e massi.
Dopo la prima guerra mondiale, Cortina d'Ampezzo divenne italiana e così l'area montuosa del Sorapiss passò al Demanio Militare, che in seguito lo cedette alla Sezione CAI di Venezia, e così venne costruito e completato nel 1924 un piccolo rifugio base intitolato al socio Cesare Luigi Luzzatti, il celebre politico che al termine del conflitto difese apertamente sulla stampa ed in Parlamento l'italianità dei territori ampezzani e che per il tramite di una sua Fondazione finanziò la costruzione.
Purtroppo, dopo 35 anni di valido supporto all'alpinismo ampezzano, nel 1959, un rovinoso incendio non più controllabile lo distrusse completamente, in ragione dell'uso massivo di legname leggero impiegato per la sua critica edificazione.
La Sezione CAI di Venezia, per impulso e spinta finanziaria personale del Presidente Alfonso Vandelli, un celebre alpinista dell'epoca, venne edificato l'attuale rifugio, costruito completamente in muratura in pietra locale aventi spessori rilevanti, e progettato con utili accorgimenti antincendio. La sua posizione venne studiata attentamente affinché non potesse subire le valanghe occorse prima.
Il 18 Settembre 1966, il nuovo edificio venne completato, e fu meritoriamente intitolato dal CAI di Venezia al suo Presidente Alfonso Vandelli, che purtroppo era deceduto circa un anno prima senza poter vedere completati i tanto agognati lavori di costruzione.
Il Presidente Vandelli si dedicò anche alla creazione della via errata che diparte dal Rifugio omonimo sino al bivacco Comici risalente al 1962.
Il sentiero attrezzato permette agli alpinisti di superare la cresta dolomitica del Sorapiss; la ferrata si svolge ad una quota media di 2.500 m. ed è classificata dal CAI come percorso medio-difficile.

## Accessi
I principali punti d'accesso al rifugio sono due:
- dal passo Tre Croci (1.805 m): nei pressi di un grande albergo, si trovano gli inizi di due sentieri:
  - il primo sentiero si trova a circa 200 metri ad Est dell'albergo e parte sulla destra di una strada sterrata (sentiero CAI n.215 percorrenza 2 ore circa). Sebbene molto comodo, è a tratti protetto da corde fisse poiché esposto, necessita quindi di capacità vestibolari e dell'assenza di vertigini;
  - il secondo sentiero parte direttamente dalla carrareccia dietro l'albergo. Il percorso, un po' più lungo e faticoso, segue i sentieri 213 e 216 ed infine si congiunge con il 215 ed ha una percorrenza di circa 3 ore; si segue inizialmente il sentiero 213 su una comoda carrareccia che poi si trasforma in sentiero sino a raggiungere il bivio col sentiero 216. Si segue quest'ultimo prendendone il ramo di sinistra. Dopo un breve tratto pianeggiante comincia la salita su ripido ghiaione sulla destra per forcella Marcuoira (quota 2307) dove si incrocia il sentiero n 233. Dalla forcella si scende mantenendosi sul 216 nel Cadin di Loudo per poi risalirlo sul lato destro. Qui comincia il tratto più impegnativo del percorso, si sale infatti su una stretta ed esposta cengetta protetta da alcune corde fisse. Si prosegue la salita per gradoni, sempre protetti da corde fisse sino a raggiungere una piccola cresta (quota 2343). Di qui un tratto in costa per poi scendere quasi per la massima pendenza seguendo sempre il sentiero 216 attraverso un fitto bosco di mughi sino a raggiungere il bivio col sentiero n 215 (percorso precedente). Qui, quota 1885, si prende il ramo destro del sentiero 215 che porta in prossimità del rifugio, infatti poco prima del laghetto del Sorapiss, si abbandona il sentiero per prendere l'evidente deviazione a sinistra che porta al rifugio Vandelli.
- da Federavecchia (1.368 m) in val d'Ansiei: lungo la strada statale n. 48, tra Auronzo di Cadore e a poca distanza dal bivio per Cortina d'Ampezzo-Misurina, nei pressi dell'Albergo Cristallo, si trova il punto di partenza del sentiero n. 217, che si snoda pressoché interamente nel bosco; è abbastanza faticoso, in quanto ripido e disagiato, ma permette di raggiungere in poco più di 2 ore il rifugio e il vicino lago del Sorapiss, che è la meta  finale della grande maggioranza delle persone che percorrono il sentiero.

## Ascensioni
- La Cesta (La Cedel) (2768 m)
- Cime del Laudo (2670 e 2608 m)
- Croda del Banco (2150 m)
- Croda del Fogo (2567 m)
- Punta di Sorapiss (3205 m)
- Croda Marcora (3154 m) e Fopa di Mattia (3155 m)
- Tre Sorelle (3005 m)

## Traversate
Dal rifugio Vandelli si può andare:
- al Rifugio Tondi di Faloria (2327 m):
  - Attraverso la forcella del Cadin e la forcella Faloria, attraversando il Laudo. Sentieri n. 216, 223, 213, in 3,5 ore;
  - attraverso la Sella di Punta Nera sul sentiero n. 242.
- Al bivacco Slataper (2.600 m) per la cengia del Banco, sentieri n. 215 e n. 242 (sentiero attrezzato Berti, media difficoltà) percorribile in 5 ore;
- Al bivacco Comici (2.000 m), per la cengia della Croda del Fogo, per la via ferrata Alfonso Vandelli, media-alta difficoltà, percorribile in 3,5 ore.

Per attraversare tutta la catena del Sorapiss, bisogna evidenziare che occorrono almeno 2 giorni.